# 1. Liga (Tschechoslowakei) 1948/49
Die Spielzeit 1948/49 der 1. Liga  war die sechste reguläre Austragung der höchsten Eishockeyspielklasse der Tschechoslowakei. Mit sieben Siegen und insgesamt 14 Punkten setzte sich der LTC Prag deutlich durch und gewann somit auch die sechste Ausgabe der 1. Liga. Für die Hauptstädter war es bereits ihr insgesamt elfter tschechoslowakischer Meistertitel.

## Modus
Im Gegensatz zur Vorsaison wurde die Liga nicht mehr in Gruppen, sondern in einer gemeinsamen Hauptrunde aller Mannschaften ausgetragen. Durch den Abstieg der beiden Letzten pro Gruppe verringerte sich die Gesamtzahl der Teams auf acht. Da jede Mannschaft gegen jeden Gruppengegner einmal spielte, betrug die Gesamtanzahl der Spiele pro Mannschaft in der Hauptrunde jedoch sieben Spiele und somit zwei mehr als im Vorjahr. Meister wurde der Hauptrundenerste, durch die Auflösung der beiden Gruppen entfiel das Entscheidungsspiel. Die beiden letztplatzierten Mannschaften stiegen ab.

## Tabelle
Vor der Spielzeit 1948/49 wurde die Eishockeymannschaft des Armeesportvereins ATK Prag ohne sportliche Qualifikation in die 1. Liga aufgenommen. Daher wurde der HC Stadion Podolí aus der Liga ausgeschlossen und löste sich auf.
| Pl. | Team                        | Sp. | S | U | N | Torv. | Pkt. |
| --- | --------------------------- | --- | - | - | - | ----- | ---- |
| 1.  | LTC Prag                    | 7   | 7 | 0 | 0 | 70:23 | 14   |
| 2.  | ŠK Bratislava               | 7   | 4 | 1 | 2 | 30:30 | 9    |
| 3.  | ATK Prag                    | 7   | 4 | 0 | 3 | 39:29 | 8    |
| 4.  | AC Stadion České Budějovice | 7   | 4 | 0 | 3 | 31:32 | 8    |
| 5.  | Sokol Zbrojovka Židenice    | 7   | 3 | 1 | 3 | 32:42 | 7    |
| 6.  | AC Sparta Bubeneč           | 7   | 3 | 0 | 4 | 28:26 | 6    |
| 7.  | Sokol Prostějov             | 7   | 2 | 0 | 5 | 22:46 | 4    |
| 8.  | I. ČLTK Prag                | 7   | 0 | 0 | 7 | 21:46 | 0    |

Bester Torschütze der Liga wurde Spielertrainer Vladimír Zábrodský vom LTC Prag, der in den sieben Spielen seiner Mannschaft 19 Tore erzielte.

## Meistermannschaft des LTC Prag
| Torhüter      | Bohumil Modrý, Jakub Vladík                                                                                  |
| Abwehrspieler | Josef Trousílek, Oldřich Zábrodský, Oldřich Němec, Přemysl Hainý                                             |
| Stürmer       | Václav Roziňák, Vladimír Zábrodský, Stanislav Konopásek, Pipka, Augustin Bubník, Miloslav Charouzd, J. Hainý |
| Trainer       | Antonín Vodička (offiziell), Vladimír Zábrodský (de facto)                                                   |

## 1. Liga-Qualifikation
Die Mannschaften von ZSJ GZ Královo Pole, ZSJ Vítkovické železárny, Meteor České Budějovice und ZSJ Slavia Pardubice spielten in einer einfachen Runde um die Aufnahme in die 1. Liga für die folgende Spielzeit. Dabei setzten sich die beiden Erstgenannten mit jeweils vier Punkten vor dem punktgleichen Meteor und dem punktlosen Pardubice durch.
| Platz | Team                     | Punkte | Torverhältnis |
| ----- | ------------------------ | ------ | ------------- |
| 1.    | ZSJ GZ Královo Pole      | 4      | +6            |
| 2.    | ZSJ Vítkovické železárny | 4      | +3            |
| 3.    | Meteor České Budějovice  | 4      | +1            |
| 4.    | ZSJ Slavia Pardubice     | 0      | ±0            |